# Лехбрукк-ам-Зе
Лехбрукк-ам-Зе (нем. Lechbruck am See) — община в Германии, в земле Бавария. 
Подчиняется административному округу Швабия. Входит в состав района Восточный Алльгой.  Население составляет 2541 человек (на 31 декабря 2010 года). Занимает площадь 17,25 км².